# Área metropolitana de Duluth
El área metropolitana de Duluth, región de los Puertos Gemelos, (en inglés Twin Ports) o Área Estadística Metropolitana de Duluth, MN-WI MSA como la denomina oficialmente la Oficina de Administración y Presupuesto, es un Área Estadística Metropolitana centrada en las ciudades gemelas de Duluth y Superior, abarcando parte de los estados estadounidenses de Minnesota y Wisconsin. El área metropolitana tiene una población de 279.771 habitantes según el Censo de 2010, convirtiéndola en la 165.º área metropolitana más poblada de los Estados Unidos.

## Composición
La zona está compuesta por los siguientes condados junto con su población según los resultados del censo 2010:
- Condado de Carlton (Minnesota)– 35.386 habitantes
- Condado de St. Louis (Minnesota)– 200.226 habitantes
- Condado de Douglas (Wisconsin)– 44.159 habitantes

## Principales comunidades del área metropolitana
- Ciudades principales o núcleo:
  - Duluth (Minnesota)
  - Superior (Wisconsin)

- Con más de 10.000 habitantes:
  - Cloquet (Minnesota)

- Con menos de 10.000 habitantes:
  - Carlton (Minnesota)
  - Hermantown (Minnesota)
  - Oliver (Wisconsin)
  - Parkland (Wisconsin)
  - Proctor (Minnesota)
  - Scanlon (Minnesota)